# Sparkasse Trier
Die Sparkasse Trier ist eine rheinland-pfälzische Sparkasse mit Sitz in Trier. Sie ist eine Anstalt des öffentlichen Rechts und entstand am 1. Januar 1995 aus der Fusion der Kreissparkasse Trier-Saarburg und der Stadtsparkasse Trier.

## Organisationsstruktur
Das Geschäftsgebiet der Sparkasse Trier umfasst den Landkreis Trier-Saarburg und die kreisfreie Stadt Trier. Träger der Sparkasse ist der Sparkassenzweckverband Trier, ein hierfür eingerichteter kommunaler Zweckverband, dem als Mitglieder der Landkreis sowie die Stadt Trier angehören. Rechtsgrundlagen sind das Sparkassengesetz für Rheinland-Pfalz und die Satzung der Sparkasse. Organe der Sparkasse sind der Verwaltungsrat und der Vorstand.
Die Sparkasse Trier ist Mitglied des Sparkassenverbandes Rheinland-Pfalz und über diesen auch im Deutschen Sparkassen- und Giroverband.

## Geschäftszahlen
Die Sparkasse Trier wies im Geschäftsjahr 2023 eine Bilanzsumme von 5,239 Mrd. Euro aus und verfügte über Kundeneinlagen von 3,859 Mrd. Euro. Gemäß der Sparkassenrangliste 2023 liegt sie nach Bilanzsumme auf Rang 84. Sie unterhält 53 Filialen/Selbstbedienungsstandorte und beschäftigt 724 Mitarbeiter.

## Sparkassen-Finanzgruppe
Die Sparkasse Trier ist Teil der Sparkassen-Finanzgruppe und gehört damit auch ihrem Haftungsverbund an. Er sichert den Bestand der Institute und sorgt dafür, dass sie auch im Fall der Insolvenz einzelner Sparkassen alle Verbindlichkeiten erfüllen können. Die Sparkasse vermittelt Bausparverträge der regionalen Landesbausparkasse, offene Investmentfonds der Deka und Versicherungen der Provinzial Rheinland. Im Bereich des Leasing arbeitet die Sparkasse Trier mit der  Deutschen Leasing zusammen. Die Funktion der Sparkassenzentralbank nimmt die Landesbank Baden-Württemberg wahr.

## Geschichte
Die Sparkasse Trier entstand aus drei ehemals selbständigen Instituten:
- Kreissparkasse Trier (gegründet am 8. August 1893)
- Kreissparkasse Saarburg (gegründet am 22. Dezember 1856)
- Stadtsparkasse Trier (gegründet am 11. Mai 1825)

Zunächst fusionierte am 1. Januar 1972 die Kreissparkasse Trier mit der Kreissparkasse Saarburg zur Kreissparkasse Trier-Saarburg.
Am 1. Januar 1995 entstand durch die Vereinigung der Kreissparkasse Trier-Saarburg mit der Stadtsparkasse Trier die jetzige Sparkasse Trier durch die sog. Vereinigung durch Neubildung gemäß § 22 Abs. 1 Nr. 1 des damaligen Sparkassengesetzes (SpkG), welche zum Zeitpunkt der Fusion die zweitgrößte Sparkasse in Rheinland-Pfalz war.